# جون واين ماسون
جون واين ماسون (بالإنجليزية: John Wayne Mason)‏ هو عالم وظائف الأعضاء أمريكي، ولد في 9 فبراير 1924 في شيكاغو في الولايات المتحدة، وتوفي بنفس المكان في 4 مارس 2014.